# Акинеты
Акине́ты (от греч. Akinetos — неподвижный) — покоящиеся клетки цианобактерий с утолщённой оболочкой, большим количеством запасных питательных веществ и пигментов. Образуются из вегетативных клеток и служат для переживания неблагоприятных условий (устойчивы к пониженным температурам и высушиванию) и размножения. Акинеты обычно сравнивают с эндоспорами грамположительных бактерий. Однако, в отличие от эндоспор, акинеты метаболически активны, не так хорошо устойчивы к экстремальным условиям среды. Акинеты бывают только у тех цианобактерий, которые формируют гетероцисты.
Акинеты, как правило, заметно крупнее вегетативных клеток, имеют продолговатую или сферическую форму, гранулированное содержимое и толстую многослойную оболочку. Оболочки акинет содержат больше липидов и полисахаридов, а цитоплазма — меньше воды, чем вегетативные клетки. Скорость фотосинтеза в акинетах ниже, а дыхания выше, чем в вегетативных клетках.
Основным, но не единственным, фактором для развития акинет является недостаток света. Недостаток ряда питательных веществ, например фосфора или CO2, также можно считать фактором для развития акинет. Также на дифференцировку акинет могут оказывать влияние внеклеточные сигналы. Например, культура Cylindrospermum licheniforme выделяет соединение (С7H5OSN), которое стимулирует формирование акинет в молодых культурах. Обычно акинеты образуются при достижении стационарной фазы роста. Образование акинет начинается с увеличения клеточных размеров, при этом в цитоплазме происходит накопление гранул запасных веществ (гликогеновых, полифосфатных, цианофициновых), а также карбоксисом. Одновременно происходит утолщение пептидогликанового слоя клеточной стенки и уплотнение слизистого чехла за счет отложения в нём электронно-плотного фибриллярного материала полисахаридной природы. В цитоплазме увеличивается содержание ДНК, рибосом, уменьшается количество хлорофилла и фикобилиновых пигментов.
Важнейшим стимулом для прорастания акинет является увеличение интенсивности света. Существует два механизма прорастания. Чаще всего окружающая клетку оболочка остаётся интактной, за исключением поры на одном конце, через которую проросток выходит наружу, подвергнувшись одному или двум клеточным делениям, реже большему числу клеточных делений. Иногда прорастание акинет происходит путём полного растворения оболочки.
В отсутствие связанного азота акинеты формируют гетероцисты, в положении, характерном для конкретной цианобактерии. Например, у Nostoc PCC 7524 и Anabaena PCC 7937 первая гетероциста развивается в терминальном положении, когда проросток длиной в три клетки. У некоторых цианобактерий гетероциста образуется на 6—7 стадии деления, вблизи центра проростка (Anabaena CA) или в терминальном положении (Cyanospira rippkae).
В акинетах активно экспрессируется ген hetR, который необходим в процессе дифференцировки акинет. Продукт гена hetR HetR необходим для дифференцировки как акинет, так и гетероцист, что может говорить о происхождении гетероцист из акинет. Синтез полисахаридной оболочки акинет запускается экспрессией гена hepA.